# Álamo, Oaxaca
Álamo är en ort i Mexiko.   Den ligger i kommunen Santiago Atitlán och delstaten Oaxaca, i den sydöstra delen av landet, 400 km sydost om huvudstaden Mexico City. Álamo ligger 1 159 meter över havet och antalet invånare är 123.
Terrängen runt Álamo är bergig åt nordväst, men åt sydost är den kuperad. Runt Álamo är det glesbefolkat, med 20 invånare per kvadratkilometer. Närmaste större samhälle är San Miguel Quetzaltepec, 19,8 km sydost om Álamo. I omgivningarna runt Álamo växer i huvudsak städsegrön lövskog.